# Târlele Filiu, Brăila
Târlele Filiu este un sat ce aparține orașului Ianca din județul Brăila, Muntenia, România.

## Istoric
După Marea Unire de la 1918, odata cu Reforma agrară legiferata în anul 1919 și incheiata în 1921, au fost improprietariti veteranii din Primul razboi mondial, precum și vaduvele și urmașii acestora, astfel ca în perioada 1921-1922 a fost intemeiat de veterani din Primul Război Mondial din zona buzoiană Păltineni-Bălănești, satul Târlele Filiu.
Astfel în urma împroprietăririi și a sporului de populație, venit de la locuitorii din alte județe, de la 1 aprilie 1923 s-au infiintat noua comune noi în județul Brăila, printre care FILIU cu satele Filiu, Târlele Filiu, Lișcoteanca-Cărămidari, Lișcoteanca-Satnoieni.  
Legea de reorganizare teritoriala intrată în vigoare la 1 ianuarie 1930, prevedea că județul Brăila să se compuna din: 4 pretorate - Silistraru, Călmățui, Ianca și Viziru; 11 comune rurale, formate din mai multe sate; 86 sate cu consilii; 11 unități administrative cu consiliu; 9 sate cu adunare sătească și 1 unitate administrativă cu adunare sătească, fiind mentionata comuna Ianca cu satele și unitățile adimistrative sătești cu consiliu: Ianca, Berlești, Bordei Verde, Constantin Gabrielescu, Dedulești, Tarlele Filiu, Mircea Vodă, Oprișenești, Perișoru și Plopu.
Prin legea administrativă din 1938 teritoriul  Romaniei era împărțit în 10 ținuturi, județul Brăila, care  făcea parte din ținutul Dunărea de Jos, cu reședința la Galați, cuprinzând 82 de comune rurale compuse din 134 sate, printre care și Târlele Filiu cu satul Târlele Filiu.
În 1948 județul cuprindea 6 plăși, având în total 83 de comune iar Plasa Ianca era formata din: Berlești (Berlescu – 1949); Bordei Verde; Const. Gabrielescu; Dedulești; Esna; Ianca; Ionești; Lișcoteanca cu satele Pănești, Satnoieni; Mircea Vodă; Oprișenești; Perișoru; Plopu; Șuțești cu satul M.Kogălniceanu-comună; Urleasca cu satele Căldărușa, Țepeș Vodă; Târlele Filiu.
Prin Legea nr.3/1950 și ulterior  Decretul nr. 968/1962 satul  Târlele Filiu a fost arondat Regiunii Galați Raionul Făurei iar din 1968 odată cu reînființarea județelor (H.C.M. nr.1108/27.05.1968) satul Târlele Filiu intra in componenta comunei Ianca alaturi de satele Ianca, Berlești, Gara Ianca, Oprișenești, Perișoru, Plopu.

## Personalități
- Filotimia Manolache (1896 - 1989), călugăriță ortodoxă română, mama Sfântului Cuvios Dometie cel Milostiv de la Râmeț, propusă spre canonizare în anul 2026.